# حرب يوننان – قوانغشي
كانت حرب يوننان-قوانغشي حرب خلافة للسيطرة على الحزب القومي الصيني بعد وفاة سون يات سين في عام 1925. وقد شنتها زمرة يوننان ضد قيادة الحزب وزمرة قوانغشي الجديدة. 
في 18 مارس 1925 - بعد ستة أيام من وفاة سون - ادعى تانغ جي ياو، زعيم زمرة يونان، أنه الزعيم الشرعي للكومينتانغ ضد القائم بأعمال القائد العام هو هان مين والمسؤولين التنفيذيين للحزب.  كان ثوريًا منذ عهد أسرة تشينغ وكان أحد أبرز قادة حرب الحماية الوطنية ضد يوان شيكاي، وشارك في تأسيس حركة الحماية الدستورية وساعد سين أثناء حرب قوانغدونغ وقوانغشي وتمرد تشين جيونغ مينغ. وعلى الرغم من ذلك، فإن علاقته مع سين لم تكن قوية. فقد تفاوض سابقًا مع حكومة بييانغ وأمراء الحرب الشماليين الآخرين، وقاوم دعوة سون للحملة الشمالية، وكان غير راغب في توفير المأوى طويل الأمد للجمعية الوطنية أثناء حرب قوانغدونغ وقوانغشي. كما اعترف سين أيضًا بسلطة جو بينزين، الذي أطاح بتانغ لفترة وجيزة في عام 1921.
نظرًا لكونه الجنرال الأكثر إنجازًا وشهرةً في الكومينتانغ، اعتقد تانغ أنه القائد الطبيعي للثورة الوطنية. وبرّر ادعائه بأن سين قد عيّنه "نائبًا للقائد العام" عام 1924. في الواقع، رفض تانغ هذا المنصب عندما علم أنه أدنى من رتبة هو هانمين "نائب القائد العام". ندد قادة الحزب بتانغ ووصفوه بأنه مغتصب للسلطة. شعر تانغ بالإحباط، فحشد حلفاءه في يونان وقويتشو لقيادة حملة إلى قوانجو. طلب هو هانمين من زمرة قوانغشي الجديدة تشكيل دفاع. نجح لي زونغرن في دحر جيوش تانغ الغازية خلال الصيف. ارتفعت مكانته نتيجة الحرب، وأصبح لاحقًا رئيسًا بالنيابة.
ازدادت حظوظ تشيانج كاي شيك، الذي كان مغمورًا سابقًا، خلال الحرب. في أغسطس، اتُهم هو هانمين اليميني باغتيال زميله في قيادة الحزب لياو تشونجكاي، فاعتقله تشيانغ ووانغ جينغوي ونفاه. تولى تشيانغ منصب الجنرال شو تشونغتشي قائدًا لجيش الكومينتانغ، نظرًا للاشتباه في مشاركته في الاغتيال، أو علمه به، أو عدم كفاءته في توفير الأمن (كان شو بديلًا لرئيسه المتمرد، تشين جيونغ مينغ). خُفِّضَت رتب العديد من قادة الكومينتانغ اليمينيين، مثل لين سين وداي جيتاو. هذا جعل تشيانغ ثاني أقوى شخصية في الكومينتانغ بعد وانغ جينغوي.
في سبتمبر، أطلق تشين جيونج مينج تمرده الأخير في قوانغدونغ، والذي سحقه تشيانج. أصبح تشين وتانغ حليفين وانتُخبا رئيسًا لمجلس الوزراء ونائبًا لرئيس مجلس الوزراء على التوالي لحزب المصلحة العامة الصيني الجديد في سان فرانسيسكو في أكتوبر. كان الحزب يدعو إلى الفيدرالية والديمقراطية التعددية الحزبية، ونقل مقره إلى هونج كونج في عام 1926.
وفي نهاية المطاف، نجح تشيانج كاي شيك في إزاحة وانج جينجوي في أعقاب انقلاب كانتون في ربيع عام 1926. بعد الحملة الشمالية الناجحة التي قادها القوميون، أراد العديد من جنرالات تانغ إعادة تنظيم أنفسهم مع الكومينتانغ. أجبر لونغ يون تانغ على التقاعد في فبراير 1927. توفي تانغ بعد ثلاثة أشهر عن عمر يناهز 43 عامًا.